# قشلاق تشرتقلو
قشلاق تشرتقلو (بالإنجليزية: Qeshlaq-e Chortaqlu)‏ هي human-geographic territorial entity تقع في أردبيل في إيران. يقدر عدد سكانها بـ 140 نسمة .